# Programma di Gotha
Il programma di Gotha è un documento redatto nel 1875 al termine del congresso svoltosi nella cittadina di Gotha in Turingia dal 22 al 27 maggio, nel corso del quale l'Associazione Generale degli Operai Tedeschi (ADAV, in tedesco: Allgemeiner Deutscher Arbeiterverein) ed il Partito Socialdemocratico dei Lavoratori (SAD, Sozialdemokratische Arbeiterpartei Deutschlands) si unirono e fondarono il Partito Socialista dei Lavoratori di Germania (SAP, Sozialistische Arbeiterpartei Deutschlands), primo nucleo del Partito Socialdemocratico di Germania (SPD, Sozialdemokratische Partei Deutschlands). Viene perciò considerato il primo congresso della SPD.
Il programma chiedeva il suffragio universale, la libertà di associazione, limiti alla giornata lavorativa, ed altre leggi a tutela dei diritti e della salute dei lavoratori. Il programma di Gotha era dichiaratamente socialista, in quanto affermava che "il partito socialista tedesco del lavoro persegue con tutti i mezzi leciti l'affermazione di uno stato libero e di una società socialista, per ottenere la distruzione della ferrea legge dei salari attraverso la soppressione del lavoro subordinato, per abolire ogni genere di sfruttamento e per far cessare ogni diseguaglianza politica e sociale".
Le contestazioni di Karl Marx rispetto al nuovo organismo politico ed al suo programma, che aveva letto in bozza, costituirono l'argomento del libello Critica del Programma di Gotha. Il programma della SPD sarebbe diventato più dichiaratamente marxista alla fine del secolo, come indicato nel programma di Erfurt del 1891.